# Lilbi (Hiiumaa)
Koordinaten: 58° 56′ N, 22° 33′ O
Lilbi ist ein Dorf (estnisch küla) in der Landgemeinde Hiiumaa (2013 bis 2017: Landgemeinde Hiiu, davor Landgemeinde Kõrgessaare) auf der zweitgrößten estnischen Insel Hiiumaa (deutsch Dagö).

## Beschreibung und Geschichte
Lilbi hat fünf Einwohner (Stand 31. Dezember 2011). Bei dem Dorf fließt der 17,8 km lange Bach Armioja.
Die Bezeichnung des Ortes stammt wahrscheinlich von dem im 17. Jahrhundert auf Hiiumaa verbreiteten Männernamen Lüll.